# Порт-Віла
Віла, Порт-Віла (англ. Vila) — столиця й економічний центр держави Вануату — знаходиться на південно-західному узбережжі острова Ефате в Тихому океані.

## Історія
Територія, яку займає місто Порт-Віла, була населена меланезійцами протягом тисяч років.
У травні 1606 року на острові побували перші європейці, яких очолювали іспанські дослідники Педро Фернандес де Кірос (португалець за національністю) та Луїс Ваес де Торрес. У XIX столітті, коли острови були відомі як Нові Гебриди, англійці контролювали економіку островів, але наприкінці 1880-х років економічний баланс став більш сприятливим для французів. Після 1887 року територія стала спільно управлятися французами та англійцями. У 1906 році це було офіційно оформлено як англо-французький кондомініум. Під час Другої світової війни місто було авіаційною базою військ союзників.
З 30 липня 1980 року Порт-Віла — столиця незалежної Республіки Вануату.
У січні 2002 року сильний землетрус завдав значної шкоди місту та його околицям. У березні 2015 року тропічний циклон Пам, який мав найвищу, 5-ту категорію сили, обрушився на місто. Ураганний вітер, швидкість якого досягала 300 кілометрів за годину, зруйнував багато житлових будинків і підприємств міста та завдав значної шкоди іншим островам Вануату.

## Загальний опис
Згідно з результатами перепису 2009 року населення міста Порт-Віла складає 44 040 осіб, і збільшилось на 50 % у порівнянні з результатом попереднього перепису (29 356 осіб у 1999 році). 2009 року в столиці проживало 18,8 % населення країни і 66,9 % населення Ефате.
За зовнішнім виглядом місто схоже на французькі міста, але його населення є багатонаціональним, тут живуть ні-вануату, англійці, французи, китайці та в'єтнамці. Місто-космополіт із сучасними будинками й прекрасною природною бухтою є головним портом країни. Близькість до Австралії дозволила місту стати великим центром туризму. Однією з головних визначних пам'яток Порт-Віли є Культурний центр Віла, у якому виставлена безліч експонатів, присвячених Вануату і її культурі. В місті знаходяться Національна бібліотека Вануату та кампус Південнотихоокеанського університету. У Порт-Вілі налічується сім з половиною тисяч автомобілів. Недалеко від міста розташований міжнародний аеропорт Бауерфілд.
Місто є міжнародним фінансовим центром.

## Галерея

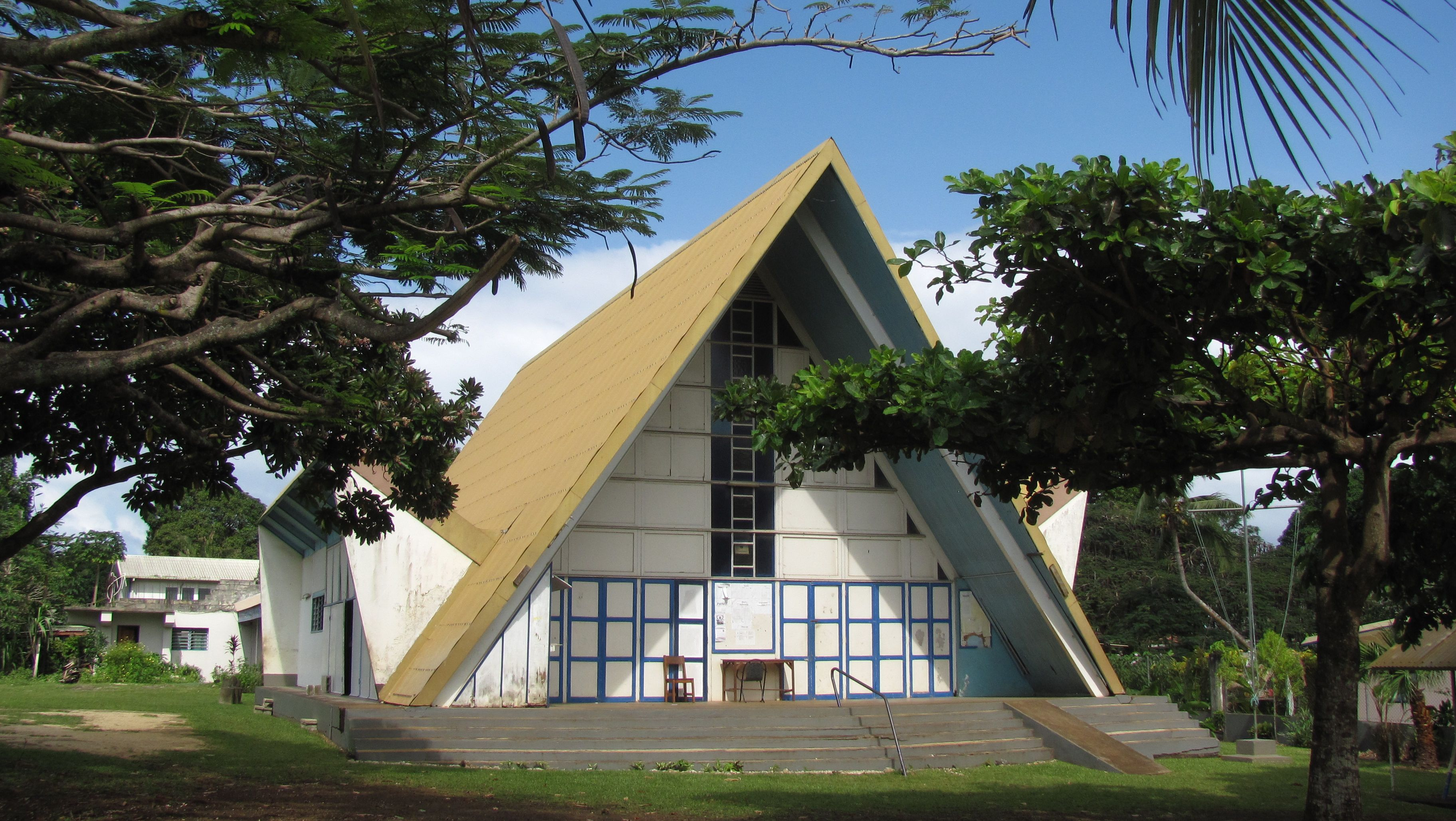
Пресвітеріанська церква
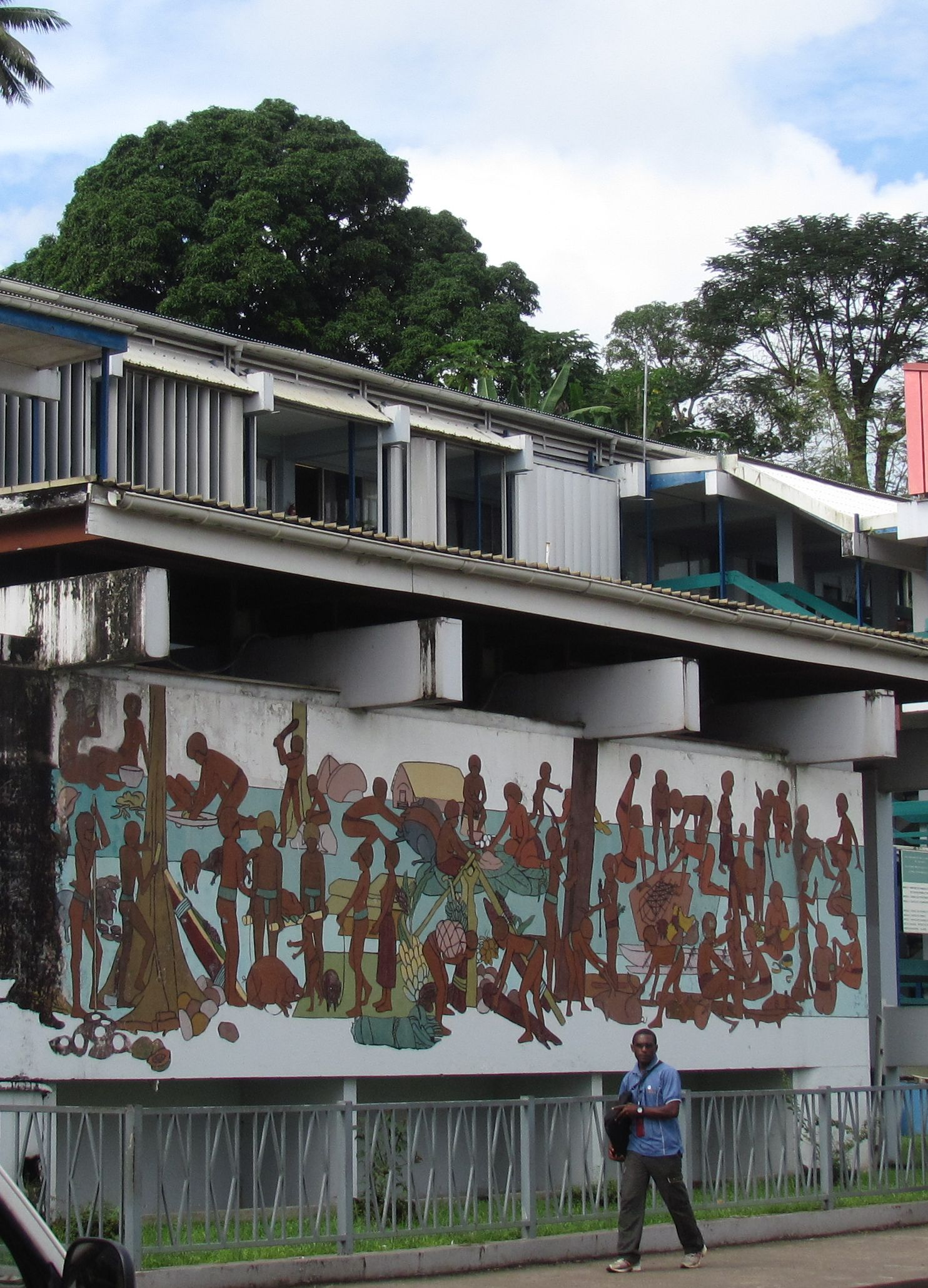
Настінний малюнок навпроти ринку
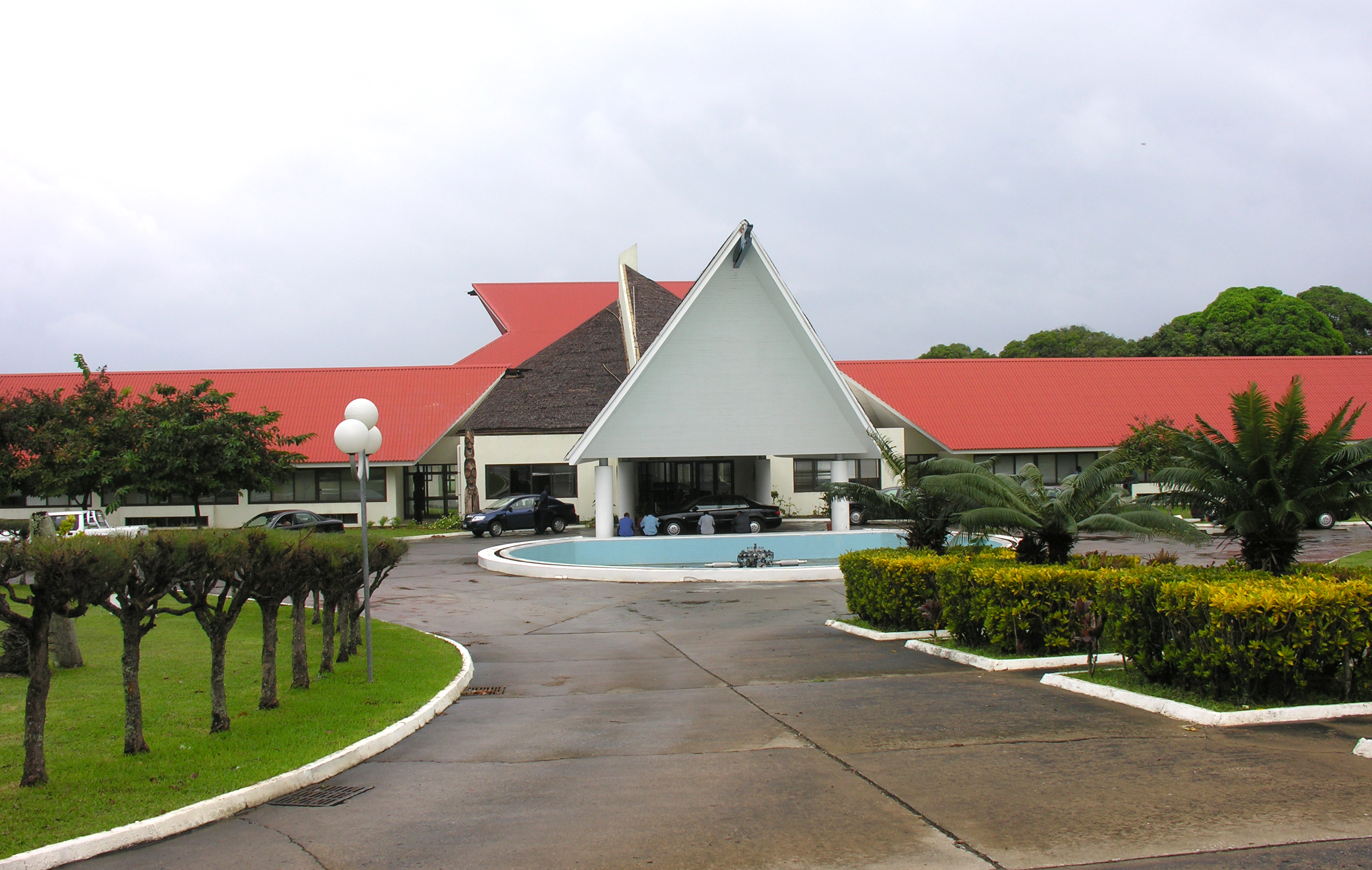
Парламент Вануату
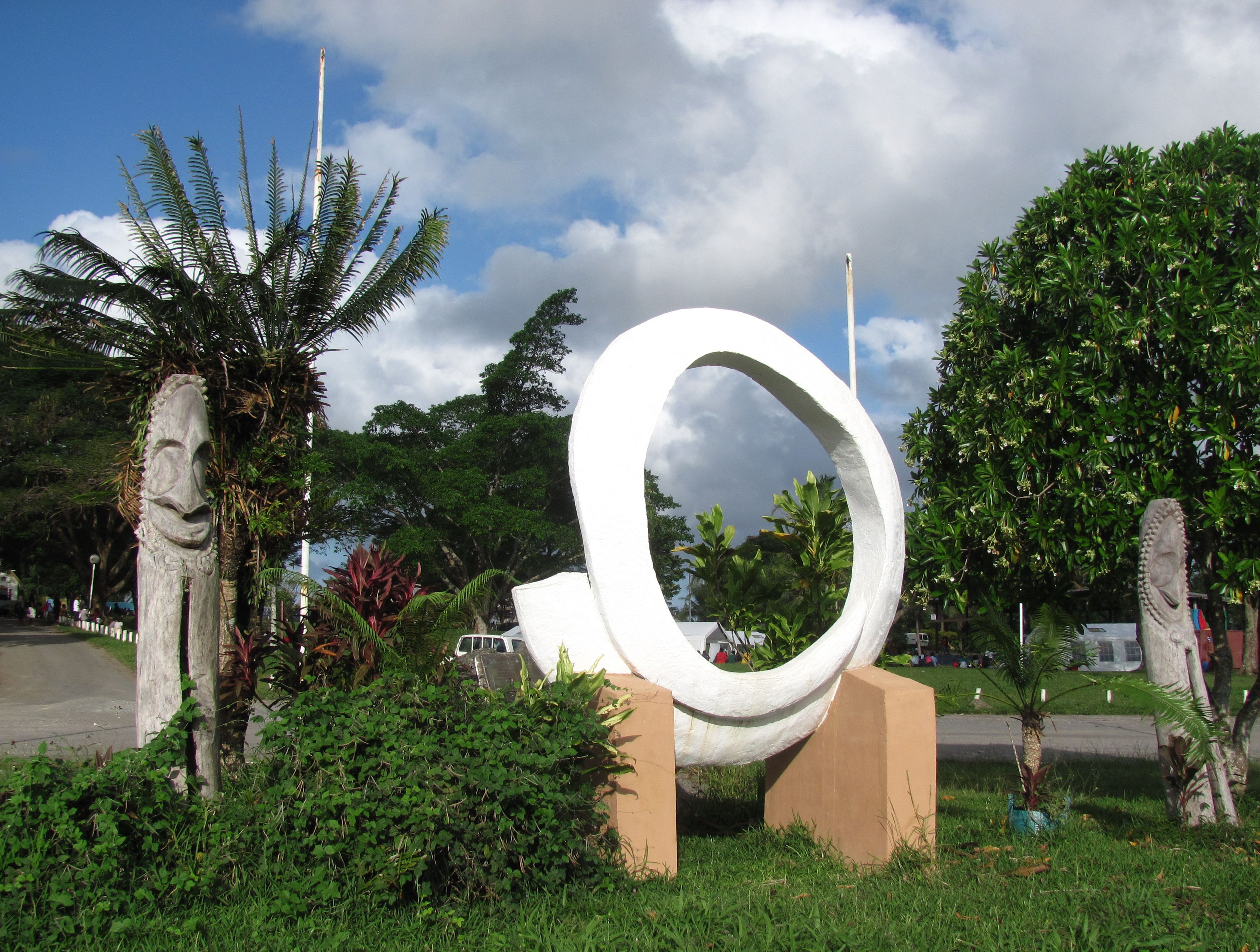
Меморіал навпроти будівлі парламенту
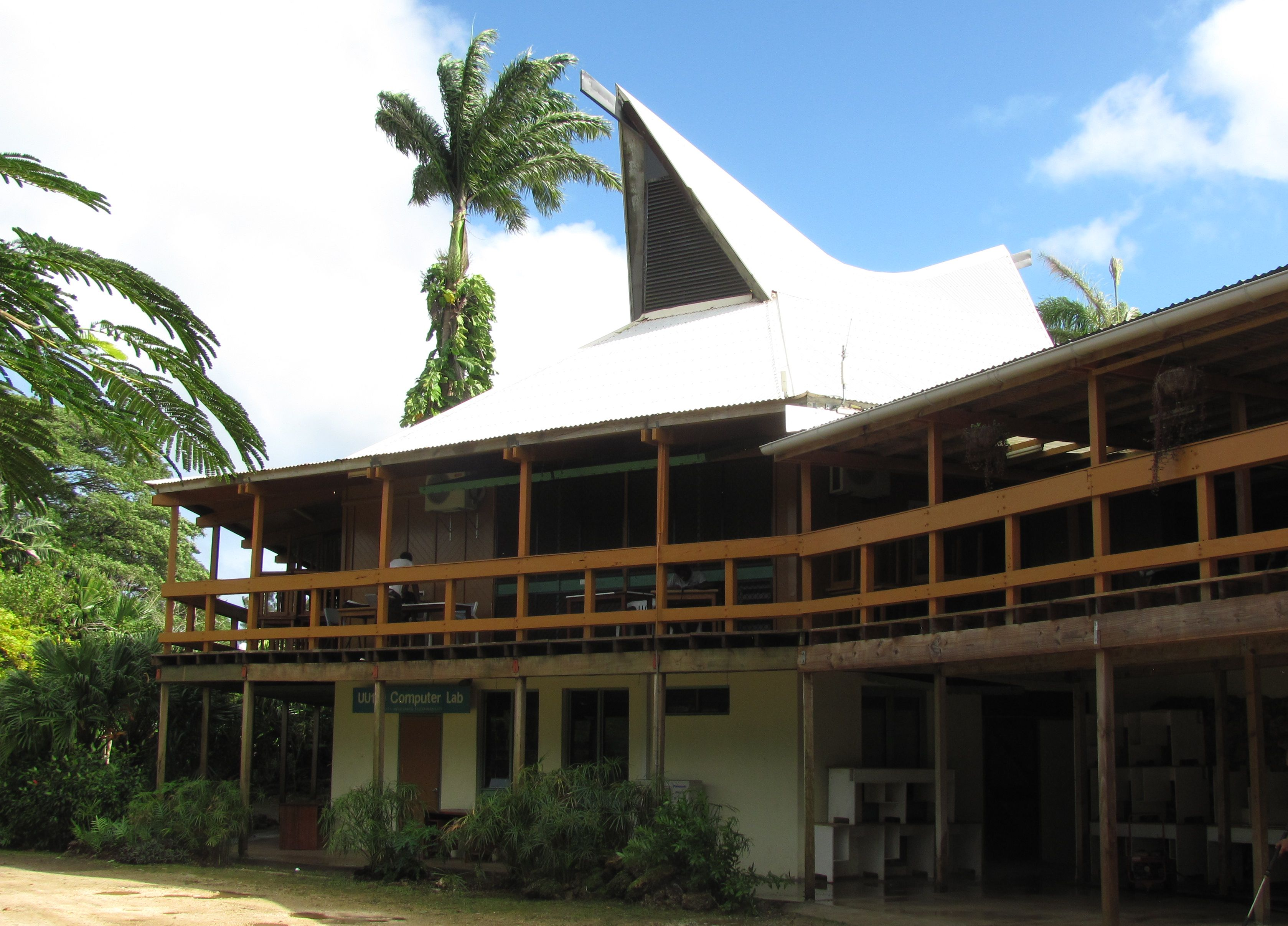
Кампус Південнотихоокеанського університету
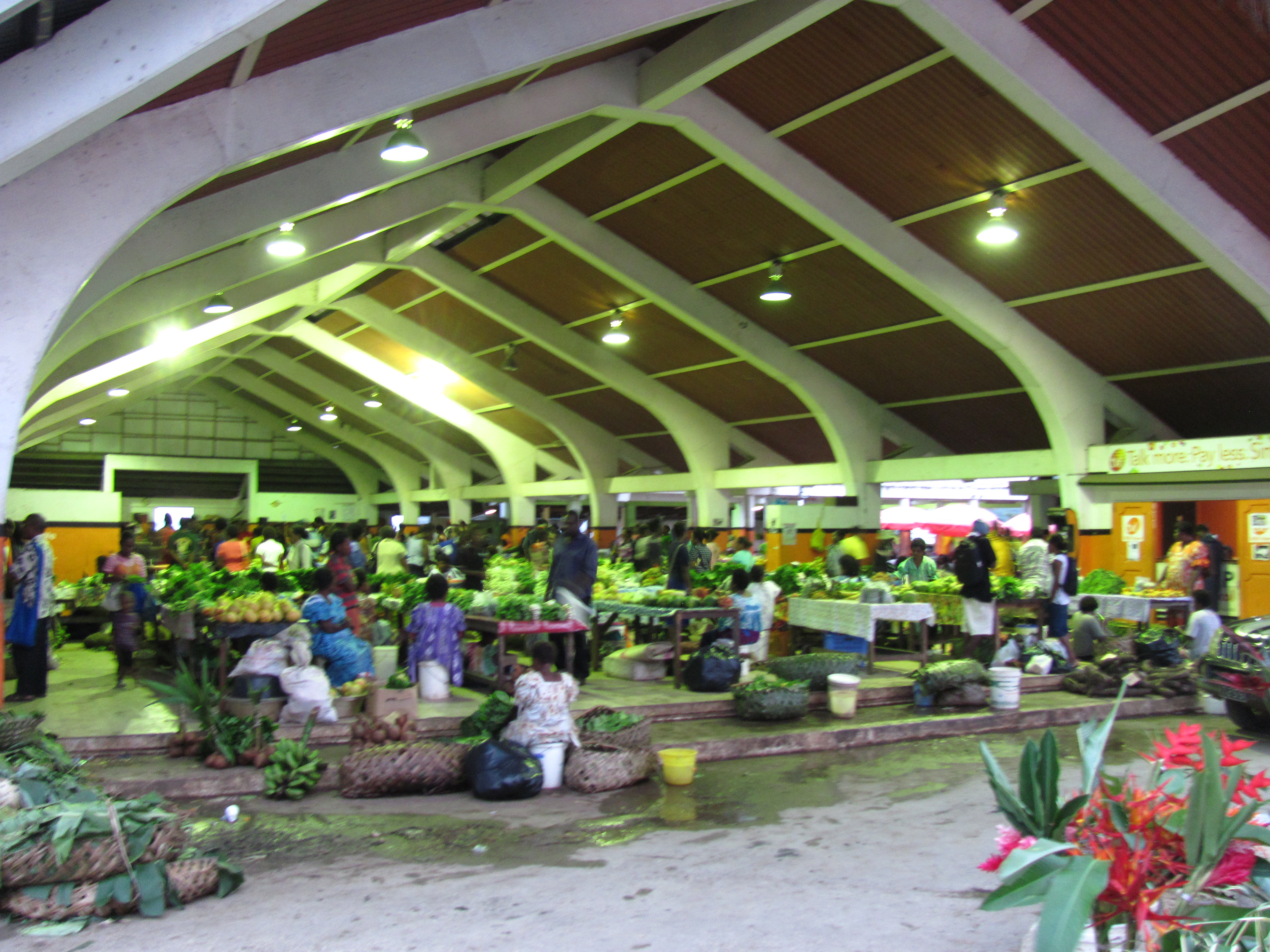
Міський ринок
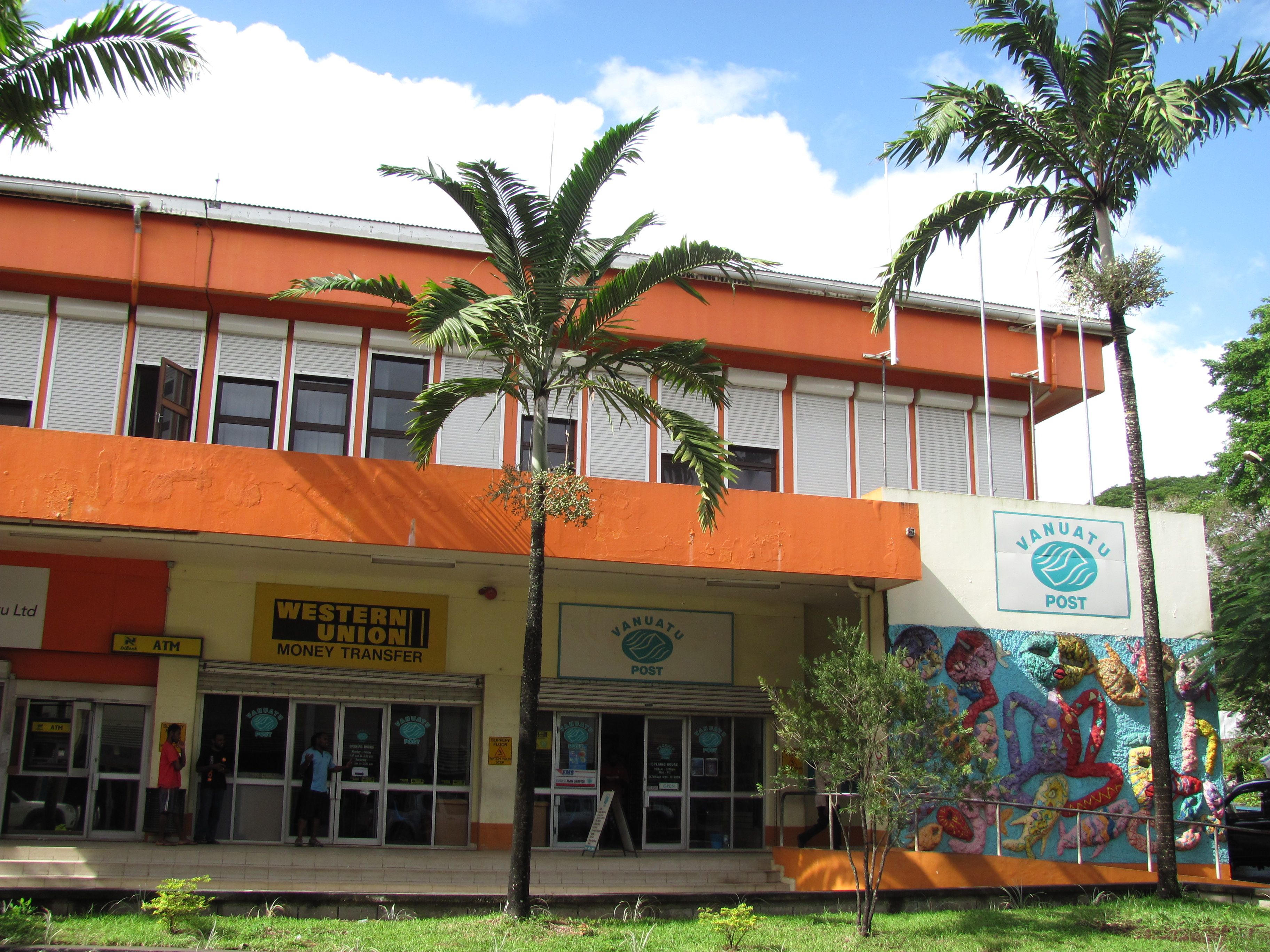
Поштамт Порт-Віли, є неофіційним кордоном між британським і французьким секторами
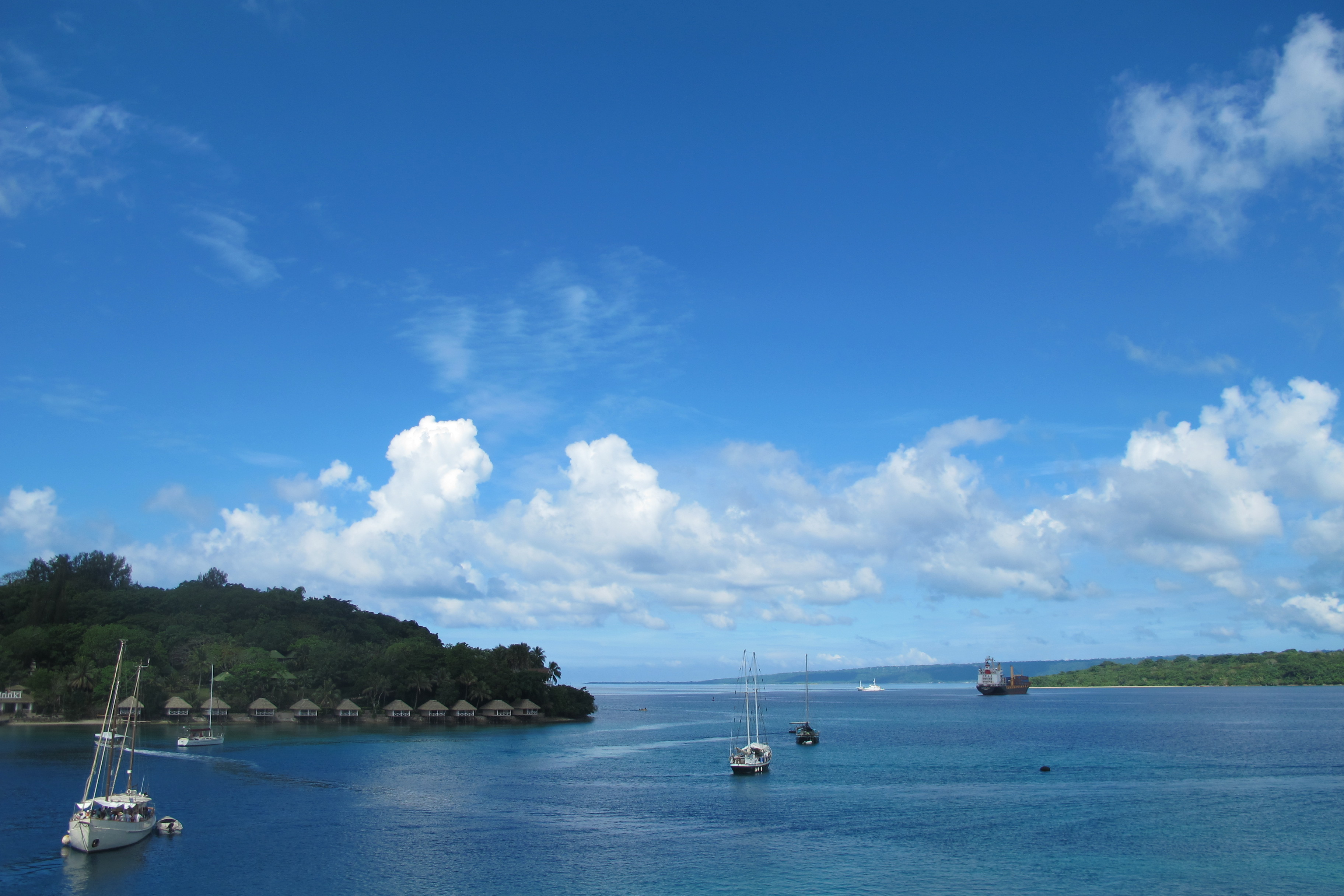
Природна гавань Порт-Віли
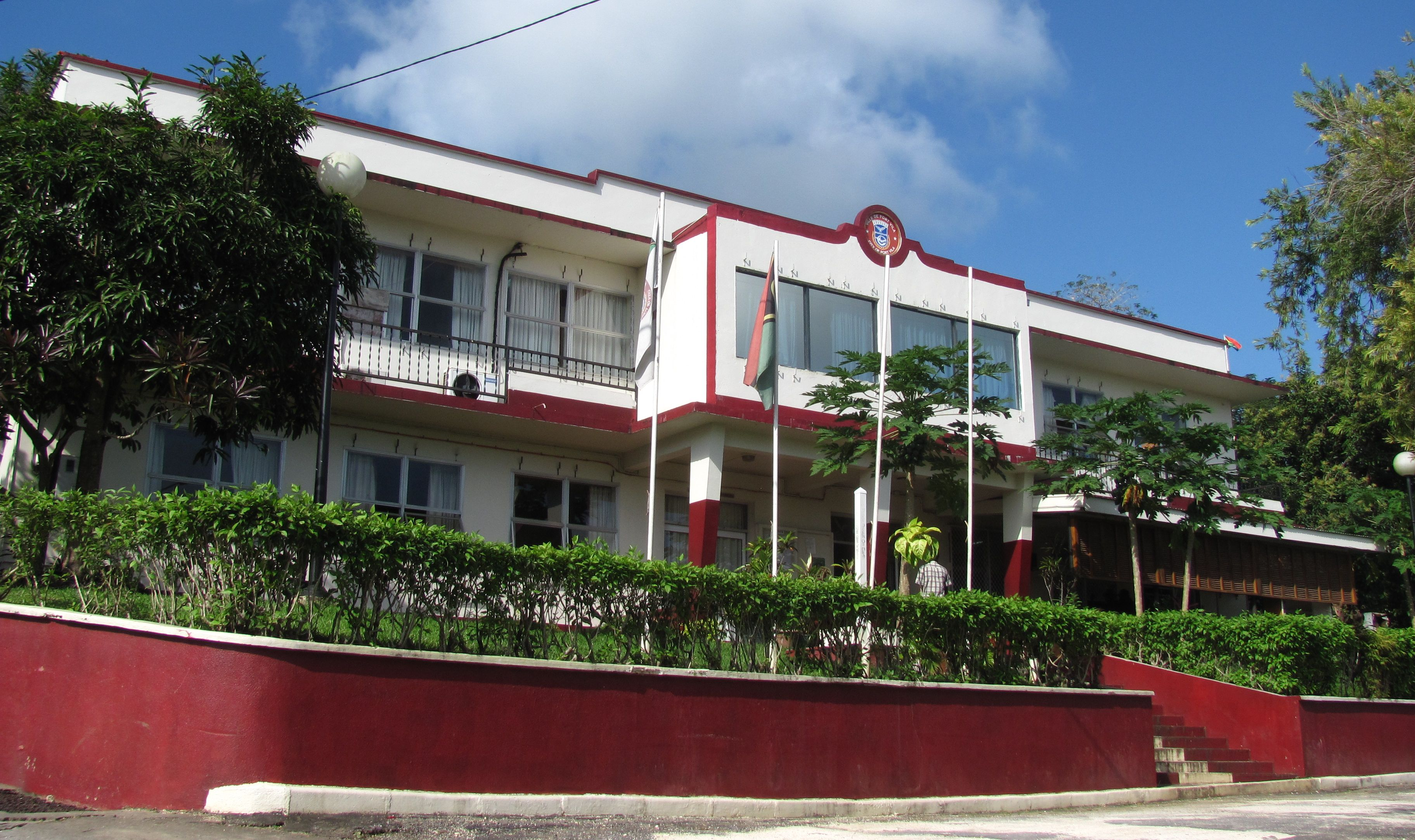
Ратуша
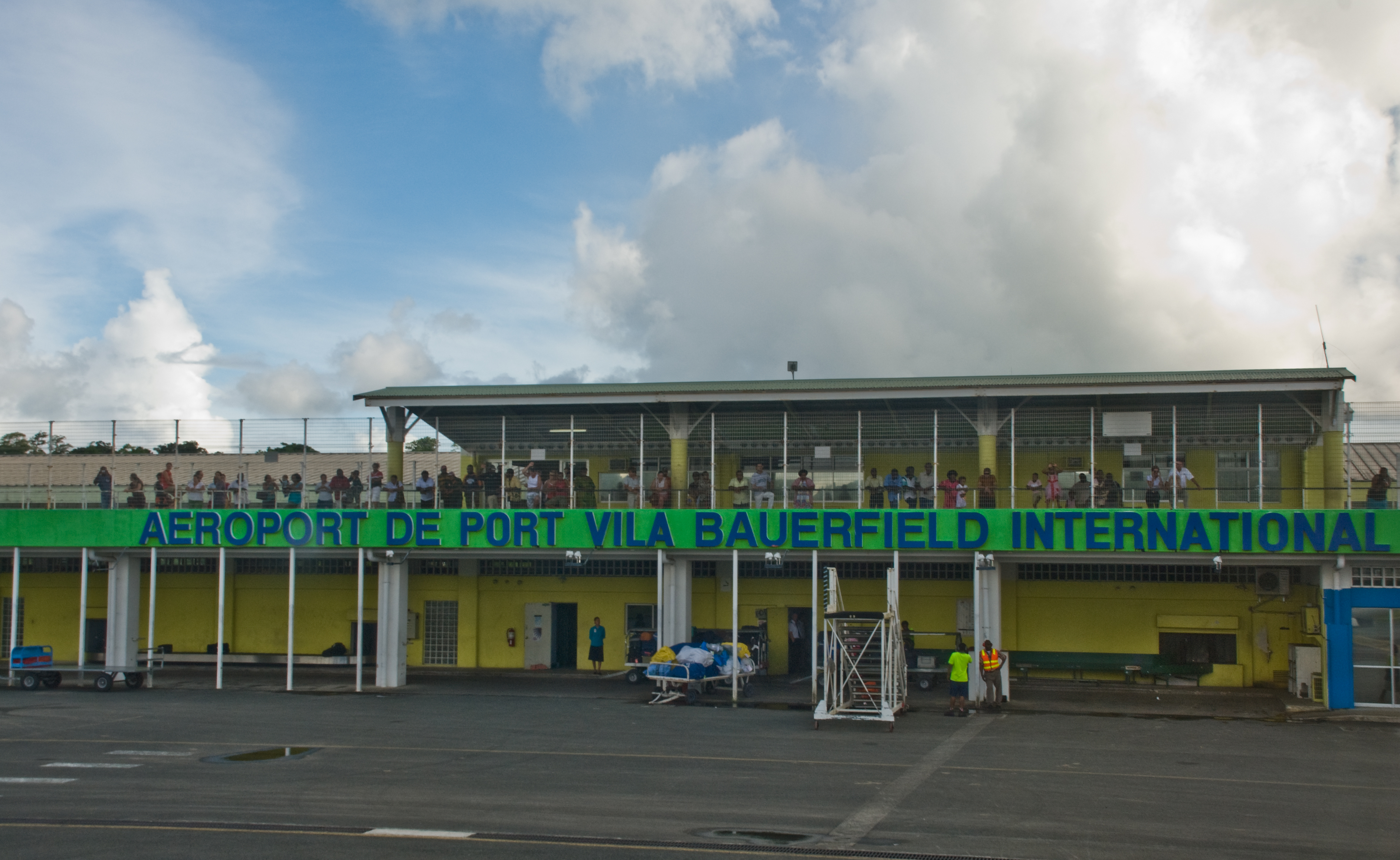
Аеропорт Бауерфілд

## Клімат
Клімат у місті тропічний, точніше тропічний клімат вологих лісів, період з листопада по червень більш вологий, ніж період з липня по жовтень.
| Клімат Порт-Віли, Вануату (Аеропорт Бауерфілд) | Клімат Порт-Віли, Вануату (Аеропорт Бауерфілд) | Клімат Порт-Віли, Вануату (Аеропорт Бауерфілд) | Клімат Порт-Віли, Вануату (Аеропорт Бауерфілд) | Клімат Порт-Віли, Вануату (Аеропорт Бауерфілд) | Клімат Порт-Віли, Вануату (Аеропорт Бауерфілд) | Клімат Порт-Віли, Вануату (Аеропорт Бауерфілд) | Клімат Порт-Віли, Вануату (Аеропорт Бауерфілд) | Клімат Порт-Віли, Вануату (Аеропорт Бауерфілд) | Клімат Порт-Віли, Вануату (Аеропорт Бауерфілд) | Клімат Порт-Віли, Вануату (Аеропорт Бауерфілд) | Клімат Порт-Віли, Вануату (Аеропорт Бауерфілд) | Клімат Порт-Віли, Вануату (Аеропорт Бауерфілд) | Клімат Порт-Віли, Вануату (Аеропорт Бауерфілд) |
| Показник                                       | Січ.                                           | Лют.                                           | Бер.                                           | Квіт.                                          | Трав.                                          | Черв.                                          | Лип.                                           | Серп.                                          | Вер.                                           | Жовт.                                          | Лист.                                          | Груд.                                          | Рік                                            |
| Абсолютний максимум, °C                        | 35,0                                           | 33,9                                           | 33,5                                           | 32,5                                           | 31,1                                           | 32,0                                           | 34,3                                           | 32,0                                           | 31,5                                           | 31,2                                           | 33,0                                           | 35,6                                           | 35,6                                           |
| Середній максимум, °C                          | 31,3                                           | 31,2                                           | 30,8                                           | 29,9                                           | 28,8                                           | 27,4                                           | 26,4                                           | 27,0                                           | 27,7                                           | 28,5                                           | 29,2                                           | 30,7                                           | 29,1                                           |
| Середня температура, °C                        | 26,4                                           | 26,5                                           | 26,3                                           | 25,3                                           | 24,1                                           | 23,0                                           | 22,1                                           | 22,0                                           | 22,7                                           | 23,4                                           | 24,6                                           | 25,7                                           | 24,3                                           |
| Середній мінімум, °C                           | 22,5                                           | 23,0                                           | 22,6                                           | 22,0                                           | 20,2                                           | 19,8                                           | 18,2                                           | 18,0                                           | 18,4                                           | 19,6                                           | 20,7                                           | 21,7                                           | 20,5                                           |
| Абсолютний мінімум, °C                         | 15,8                                           | 15,0                                           | 16,3                                           | 14,5                                           | 13,4                                           | 10,0                                           | 8,5                                            | 10,0                                           | 9,9                                            | 11,0                                           | 12,6                                           | 15,2                                           | 8,5                                            |
| Середня кількість сонячних годин на місяць     | 220,1                                          | 155,4                                          | 198,4                                          | 165,0                                          | 170,5                                          | 162,0                                          | 148,8                                          | 167,4                                          | 174,0                                          | 198,4                                          | 180,0                                          | 195,3                                          | 2135,3                                         |
| Норма опадів, мм                               | 316.1                                          | 273.7                                          | 320.9                                          | 255.2                                          | 210.3                                          | 180.0                                          | 94.4                                           | 87.4                                           | 87.3                                           | 134.1                                          | 192.3                                          | 187.2                                          | 2338.9                                         |
| Днів з опадами                                 | 15,4                                           | 16,6                                           | 18,5                                           | 17,1                                           | 12,9                                           | 11,3                                           | 10,3                                           | 9,8                                            | 8,1                                            | 8,4                                            | 12,1                                           | 13,2                                           | 153,5                                          |
| Вологість повітря, %                           | 84                                             | 85                                             | 86                                             | 87                                             | 85                                             | 85                                             | 83                                             | 82                                             | 80                                             | 81                                             | 82                                             | 83                                             | 84                                             |
| ---------------------------------------------- | ---------------------------------------------- | ---------------------------------------------- | ---------------------------------------------- | ---------------------------------------------- | ---------------------------------------------- | ---------------------------------------------- | ---------------------------------------------- | ---------------------------------------------- | ---------------------------------------------- | ---------------------------------------------- | ---------------------------------------------- | ---------------------------------------------- | ---------------------------------------------- |
| Джерело: Німецька метеорологічна служба        |                                                |                                                |                                                |                                                |                                                |                                                |                                                |                                                |                                                |                                                |                                                |                                                |                                                |